# Panabá
Panabá é um município do estado do Iucatã, no México. A população do município calculada no censo 2005 era de 7.543 habitantes.

## Ligações Externas
- INEGI